# John Joseph Cantwell

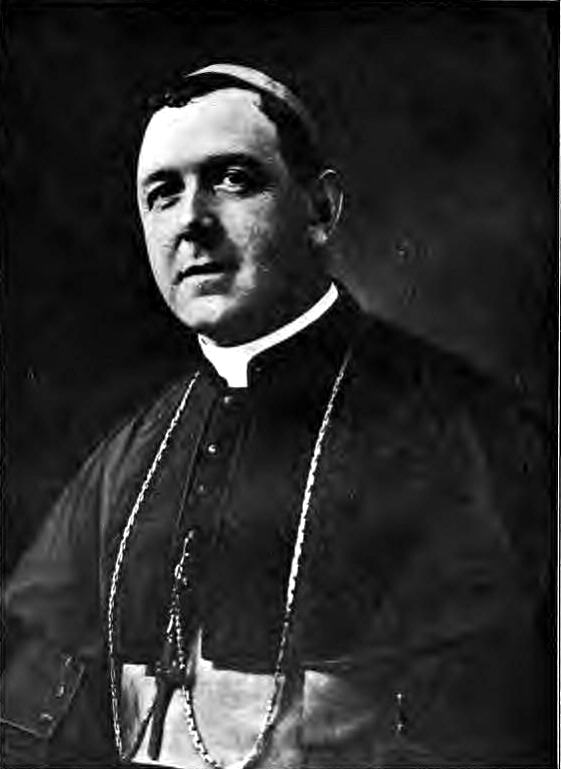
Erzbischof John Joseph Cantwell (1922)

John Joseph Cantwell (* 1. Dezember 1874 in Limerick, County Limerick, Irland; † 30. Oktober 1947 in Los Angeles, Kalifornien, Vereinigte Staaten) war ein irischstämmiger römisch-katholischer Geistlicher und der erste Erzbischof von Los Angeles.

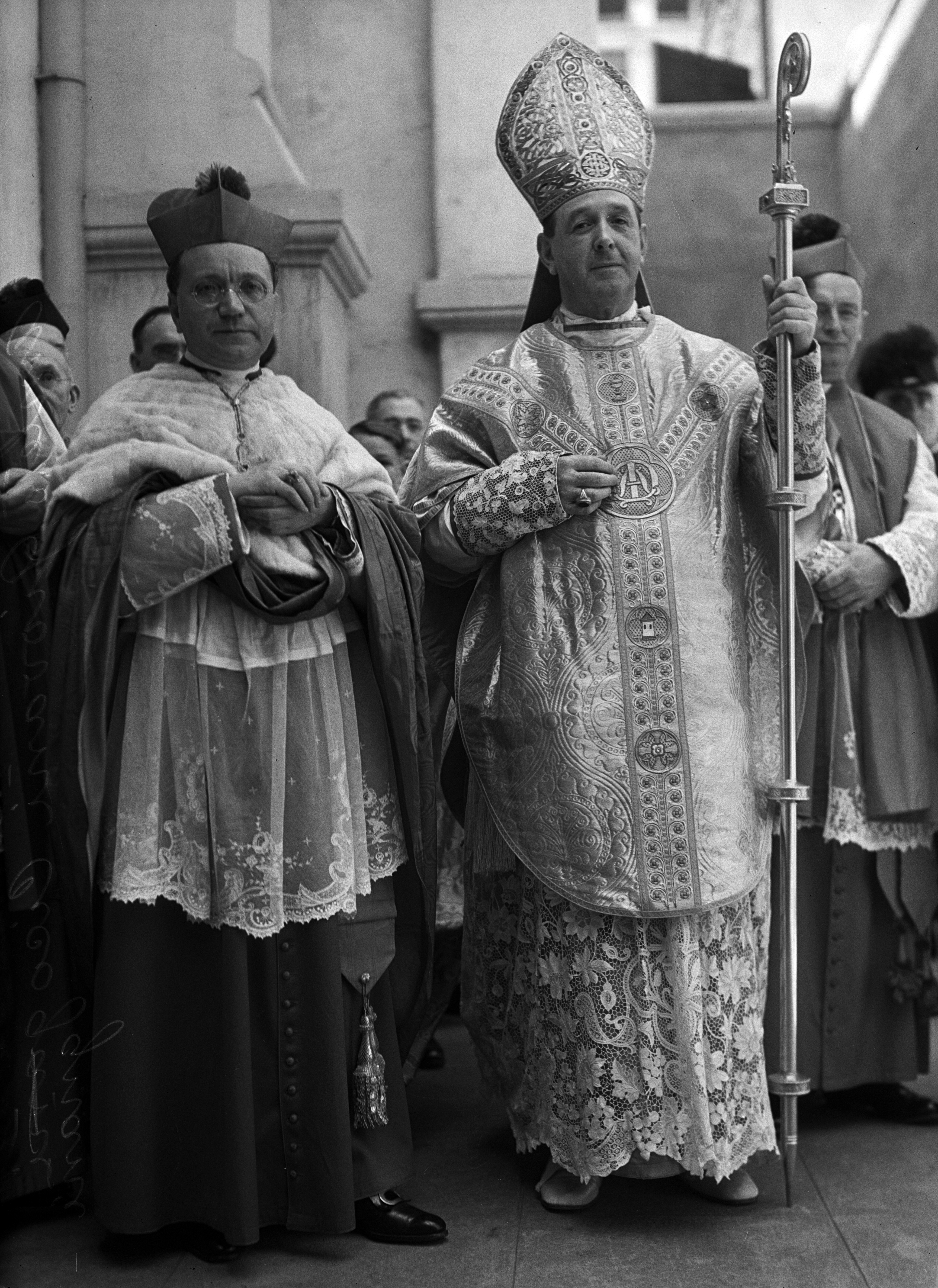
Erzbischof Cantwell im Pontifikalornat mit dem Apostolischen Delegaten in den USA Amleto Giovanni Cicognani in Cappa Magna (li.) (1933)

## Leben
John Cantwell empfing am 18. Juni 1899 das Sakrament der Priesterweihe für das Bistum Monterey-Los Angeles.
Am 21. September 1917 wurde er zum Bischof von Monterey-Los-Angeles ernannt. Die Bischofsweihe spendete ihm am 5. Dezember desselben Jahres der Erzbischof von San Francisco, Edward Joseph Hanna; Mitkonsekratoren waren Thomas Grace, Bischof von Sacramento, und Joseph Sarsfield Glass, Bischof von Salt Lake.
Mit der Teilung des Bistums Monterey-Los-Angeles in die Bistümer Monterey-Fresno und Los-Angeles-San Diego am 1. Juni 1922 wurde Cantwell von zum ersten Bischof von Los-Angeles-San-Diego ernannt, ehe er mit der Aufteilung des Bistums durch Abspaltung des Bistums San Diego und Erhebung zum Erzbistum Los-Angeles in seiner heutigen Form zum Erzbischof wurde.